# Wasserloch Nr. 3
Wasserloch Nr. 3 (Originaltitel: Waterhole No. 3) ist eine Western-Komödie aus dem Jahr 1967 von Regisseur William A. Graham mit James Coburn in der Hauptrolle.

## Handlung
Eine Kiste voll Gold wird aus einem Depot der US-Army gestohlen, indem die Diebe einen Tunnel vom Geschäft eines Schuhmachers nebenan graben. Der Soldat, der die Kiste bewachen sollte, gehört der Diebesbande an und der ausländische Schuhmacher, der mit der Sache nichts zu tun hatte, wurde von den Dieben als Geisel mitgenommen. Die Diebe vergraben ihre Beute und zeichnen den Standort auf einem Dollar-Schein auf. Später wird der Glücksspieler Lewton Cole im Saloon der Stadt Dolores zu einem Duell aufgefordert. Als er vor die Tür tritt, geht er zu seinem Pferd und erschießt seinen nur mit einer Pistole wartenden Gegner mit einem Gewehr aus weiter Entfernung. Dieser hatte den Dollar-Schein bei sich, den Cole nun an sich nimmt. Er macht sich auf in die Stadt Integrity. Dort sperrt er Sheriff Copperud und seinen Deputy Tippen in deren eigene Gefängniszelle und nimmt ihnen ihre Kleidung ab. Er geht zum Haus des Sheriffs, überrumpelt dessen Tochter Billee, wirft sich mit Gewalt auf sie und vergewaltigt sie im Pferdestall. Danach stiehlt er das Pferd des Sheriffs, das auf den Namen Big Blue hört, und reitet davon, wobei dessen Tochter dem Pferdedieb und Vergewaltiger verträumt hinterhersieht. Als ihr Vater ankommt, erklärt sie ihm: „Ich glaube, ich wurde vergewaltigt“, was ihn jedoch nicht sonderlich aus der Ruhe bringt. Die Nachricht, dass Cole sein geliebtes Pferd gestohlen hat, trifft ihn jedoch hart. Seiner Tochter erklärt er, dass er sich jetzt nicht um sie kümmern kann, da er sich erst um sein Pferd kümmern müsse. Er folgt Cole und findet ihn am Wasserloch Nr. 3, als er gerade die Kiste mit dem Gold aus dem Wasserloch holt. Das Gold nimmt der Sheriff an sich, später werden beide von den Dieben des Goldes überrascht und gefesselt. Da kommt Billee und befreit beide. Das Gold wechselt nun mehrmals den Besitzer. Schließlich kann es Billee beiseiteschaffen. Als Cole ihr ein Leben mit ihm verspricht, überlässt sie ihm das Gold und beide schlafen miteinander. Danach erklärt ihr Cole, dass er sie nun doch wieder verlässt und er nun mal so ein Mann sei. Er reitet mit dem Gold davon und Billee blickt verträumt in den Himmel.

## Hintergrund
- Der Film wird von einem Erzähler begleitet, der die Handlung (in Gesangsform) kommentiert. In der deutschen Synchronisation werden die englischen Texte des Sängers in dessen Gesangspausen übersetzt eingesprochen. Lediglich bei einer Strophe des Sängers bleibt der deutsche Erzähler stumm und übersetzt den Gesang nicht: Als dieser singt „raping and killing ain't really so bad, but stealing Old Blue now that made Sheriff John mad“ (vergewaltigen und morden ist nicht so schlimm, erst der Diebstahl seines Pferdes machte Sheriff John wirklich wütend). Den Originaltext singt Roger Miller, der Liedübersetzer in der deutschen Version ist Joachim Nottke.

- Die Tatsache, dass die Hauptfigur und damit der Held des Films eine Vergewaltigung begeht, die scheinbar witzig dargestellt wird, war Gegenstand zahlreicher Kritiken und Diskussionen. Im Film werden zudem die Beschwerden des Opfers lächerlich gemacht, als es sowohl dem Vater als auch den Gesetzeshütern, denen die Vergewaltigung angezeigt wird, völlig belanglos und normal erscheint, da dies wohl „jeder Mann bei so einer hübschen Frau machen würde“. Nachträglich wird die Tat verharmlost, indem die Frau dem Täter nach der Vergewaltigung sehnsuchtsvoll hinterherblickt und ihn später gerne zum Mann haben würde.[1][2]

- Der Film wurde in Kalifornien gedreht: Im Red Rock Canyon State Park, den Cerro Gordo Minen (Ghost Town) und den Alabama Hills.

- Kinostart in den Vereinigten Staaten war am 10. Oktober 1967, in Deutschland am 30. November 1967.

## Kritiken
- Roger Ebert: „Waterhole No. 3, der als Western-Komödie beworben wurde, ist ungefähr so witzig, wie ein Eimer lappige Maisgrütze. Ein weiteres Problem ist der unangemessene Anteil von, naja, zotigem Zeugs. Es ist sicherlich nichts falsch an sexbezogenem Humor. Aber die jüngsten Coburn-Filme verderben einem den Spaß mit blödem Gegrinse, anzüglichen Blicken und hochgezogenen Augenbrauen. Wenn man die Witze wenigstens offen und geradeaus vorbringen würde, könnten wir darüber lachen, aber sie bevorzugten hier eine hinterhältige und fast schon obszöne Herangehensweise.“[3]

- Lexikon des internationalen Films: „Nach anfänglichen Längen entwickelt sich eine recht unterhaltsame, in balladeskem Stil gehaltene Parodie auf die Wildwestfilme, die am Ende allerdings mit einem unnötig zynischen ‚Gag‘ aufwartet.“[4]

- Evangelischer Filmbeobachter: „Ein komischer Western, der die Formen und Inhalte des klassischen Westerns in ihr Gegenteil verkehrt. Bis auf eine Entgleisung (in der Schilderung der Beziehung des Helden zur Sheriffstochter) gelungene Unterhaltung.“[5]